# 比爾·諾曼
比爾·諾曼（William "Bill" Norman，？—1931年9月16日）是英格蘭的足球領隊。

## 職業生涯
在1918至1923年間執教黑池，他是其中一位當時逐漸被全職聘任的領隊，在此前，球隊由一個包括董事、隊長及副隊長組成的委員會負責管理。諾曼在布隆菲爾德路球場執教了四個球季，曾帶領「海邊人」三度衝擊升班行列。
諾曼在此前曾在班士利出任教練，班士利在1912年奪得英格蘭足總杯，接著又在哈德斯菲爾德擔任相似的職務，在1918年轉投黑池擔任領隊。他束有的小鬍子及那無懈可擊的長相令人印象深刻。
諾曼上任後，諾曼與他的女婿、球會的教練艾倫·烏爾實施斯巴達式的訓練。這種訓練風格使他得到「軍士長官」的外號。
第一次世界大戰以後，球隊的重建是一項艱鉅的工作。他得倚靠一些可靠的球員，並準備在轉會市場上出手。他最為成功的是在1921年3月簽下哈利·貝德福特。
1918-19年賽季是諾曼第二年執教黑池，球會以些微的差距屈居第四位。他在三月出售了雷恩（該球員上陣30場取得26個入球），使黑池的球迷不太擁戴他。
黑池在接著下的賽季再次得第四名。
1921-22年賽季前，因球會支出沉重，黑池陷入降班漩渦。黑池在季末兩度擊敗韋斯咸，使黑池倖免於降落丙組北部足球聯賽。
諾曼雖然惹來不少批評，但黑池在1922-23年賽季的大部分時間都高踞榜首，可惜球隊在賽季後段成績下滑，升班再次與黑池擦身而過。
1923年夏季，諾曼和烏爾離開黑池，轉投列斯聯。諾曼在艾蘭路球場充當阿瑟·花哥夫的副手，兩人曾經在班士利共事。
諾曼協助列斯聯升上甲組。該約克郡球會在1927年降班，諾曼及花哥夫雙雙辭職。
諾曼轉而執教哈特普爾聯，雖然在維多利亞公園球場的成就未如理想，他仍發掘了W.G.理察森，理察森後來在西布朗成為了球星。
諾曼在1931年9月16日逝世。

## 執教統計
| 球隊       | 國家   | 開始執教日期  | 最後執教日期  | 成績 | 成績 | 成績 | 成績 | 成績   |
| 球隊       | 國家   | 開始執教日期  | 最後執教日期  | 得球 | 勝   | 負   | 和   | 勝率 % |
| ---------- | ------ | ------------- | ------------- | ---- | ---- | ---- | ---- | ------ |
| 黑池       | 英格兰 | 1918年8月1日  | 1923年5月31日 | 176  | 76   | 62   | 38   | 43.18  |
| 哈特普爾聯 | 英格兰 | 1927年7月29日 | 1931年9月16日 | 169  | 54   | 85   | 30   | 31.29  |

## 外部連結
- 諾曼的執教紀綠-足球基地